# 江統
江統（？—310年），字應元，西晉陳留圉县（今河南省杞縣南）人。主張將胡人遣回塞外的原居地，但未受西晉朝廷理會。

## 生平
靜默有遠志，西晋初年，曾任山阴令、太子洗马，后转尚书令、散騎常侍，領國子博士。八王之乱中属于齐王司马冏、成都王司马颖，对时事多有规谏，還曾為陸雲兄弟辯護。
元康九年（公元299年）嘗於齊萬年事件之後，他担心内迁各族聚集过多，将威胁晋朝的统治，遂作《徙戎論》著稱於世，建议遣返各族返回旧地，与中原隔绝，未能施行。江統也寫過《酒誥》，提出發酵釀酒法。任太子洗馬時。被皇帝親近禮待。太子司馬遹缺乏朝見之禮、浪費過度，禁忌也犯得多，於是江統上書勸諫，朝廷認可他的建議並採納。
東海王司馬越為兗州牧時，任命江統為別駕，該州之事委託江統處理，司馬越給江統的信中說：“王子師在豫州任職，未到任，便徵用了荀慈明；上任後，又徵用了孔文舉。你所在的州中有能應此徵召的人嗎？”於是江統推薦了高平人郗鑒為賢良，陳留人阮修為直言，濟北的程收為方正。
永嘉四年（公元310年），因永嘉之禍，避難到成皋（今河南滎陽西北），不久便病逝。江悦之是他的七世孙。

## 家庭

### 子
- 江虨，字思玄，曾為平南將軍溫嶠任命為參軍，官至尚書僕射。
- 江惇，字思悛，著《通道崇檢論》。

### 孫
- 江敳，江虨子，官至琅邪內史、驃騎諮議。[6]

## 延伸阅读
[在维基数据编辑]
 在维基文库阅读此作者作品
 《晉書·卷056》，出自房玄齡《晉書》